# 小普請奉行
小普請奉行（こぶしんぶぎょう）は、江戸幕府に置かれた職のひとつ。

## 概要
旗本から任じられ、若年寄に属した。諸大夫役、2000石高。芙蓉間詰。定員は2名。
1685年（貞享2年）に初めて設置され、江戸城をはじめとして、徳川家の菩提寺である寛永寺、増上寺などの建築・修繕などを掌った。
配下として小普請方、小普請改役、小普請吟味役などが設けられていた。
普請奉行、作事奉行とともに「下三奉行」と称された。
　